# Parafia św. Wawrzyńca w Łobudzicach
Parafia św. Wawrzyńca w Łobudzicach – parafia rzymskokatolicka, znajdująca się w archidiecezji łódzkiej, w dekanacie zelowskim.
Według stanu na miesiąc luty 2017 liczba wiernych w parafii wynosiła 2440 osób.